# Fuveau
Fuveau ist eine französische Gemeinde mit 10.235 Einwohnern (Stand 1. Januar 2022) im Département Bouches-du-Rhône in der Region Provence-Alpes-Côte d’Azur.

## Geografie
Die Gemeinde liegt fünfzehn Kilometer südöstlich von Aix-en-Provence. Nachbarorte sind außerdem Gardanne, Gréasque und Mimet. Zur Gemeinde gehören die Ortsteile La Barque (etwa 1000 Einwohner) und Brogilum (230 Einwohner).

## Geschichte
Fuveau wurde im elften Jahrhundert erstmals urkundlich erwähnt. Der Ort war zunächst landwirtschaftlich geprägt, in der zweiten Hälfte des 19. Jahrhunderts begann der Kohlebergbau.

## Kultur und Sehenswürdigkeiten
- Romanische Kapelle Saint Michel
- Museum der Städtischen Transportmittel

## Verkehr
Die A52 führt durch das Gemeindegebiet.

## Städtepartnerschaften
Seit 2003 besteht eine Städtepartnerschaft mit Santa Teresa di Riva auf Sizilien.

## Demografie

### Bevölkerungsentwicklung
| Jahr      | 1962 | 1968 | 1975 | 1982 | 1990 | 1999 | 2008 | 2016 |
| Einwohner | 2528 | 3028 | 3348 | 4029 | 6410 | 7507 | 8894 | 9971 |

### Altersstruktur
28 Prozent der Bevölkerung sind 19 Jahre alt oder jünger, es sind jedoch nur fünf Prozent 75 Jahre alt oder älter. Damit ist die Bevölkerung jünger als der französische Durchschnitt.

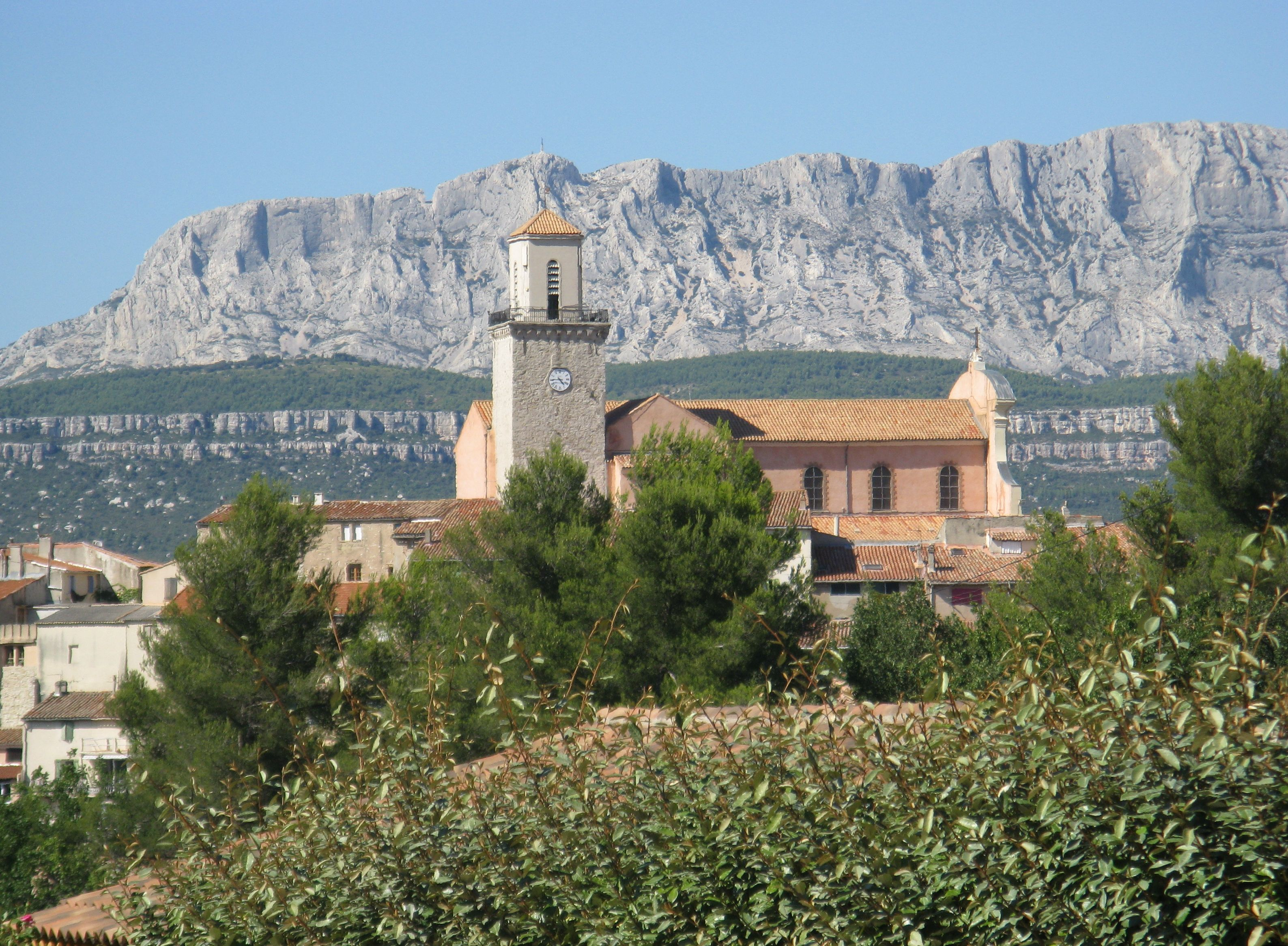
Ortskern mit Kirche vor dem Berg Sainte-Victoire
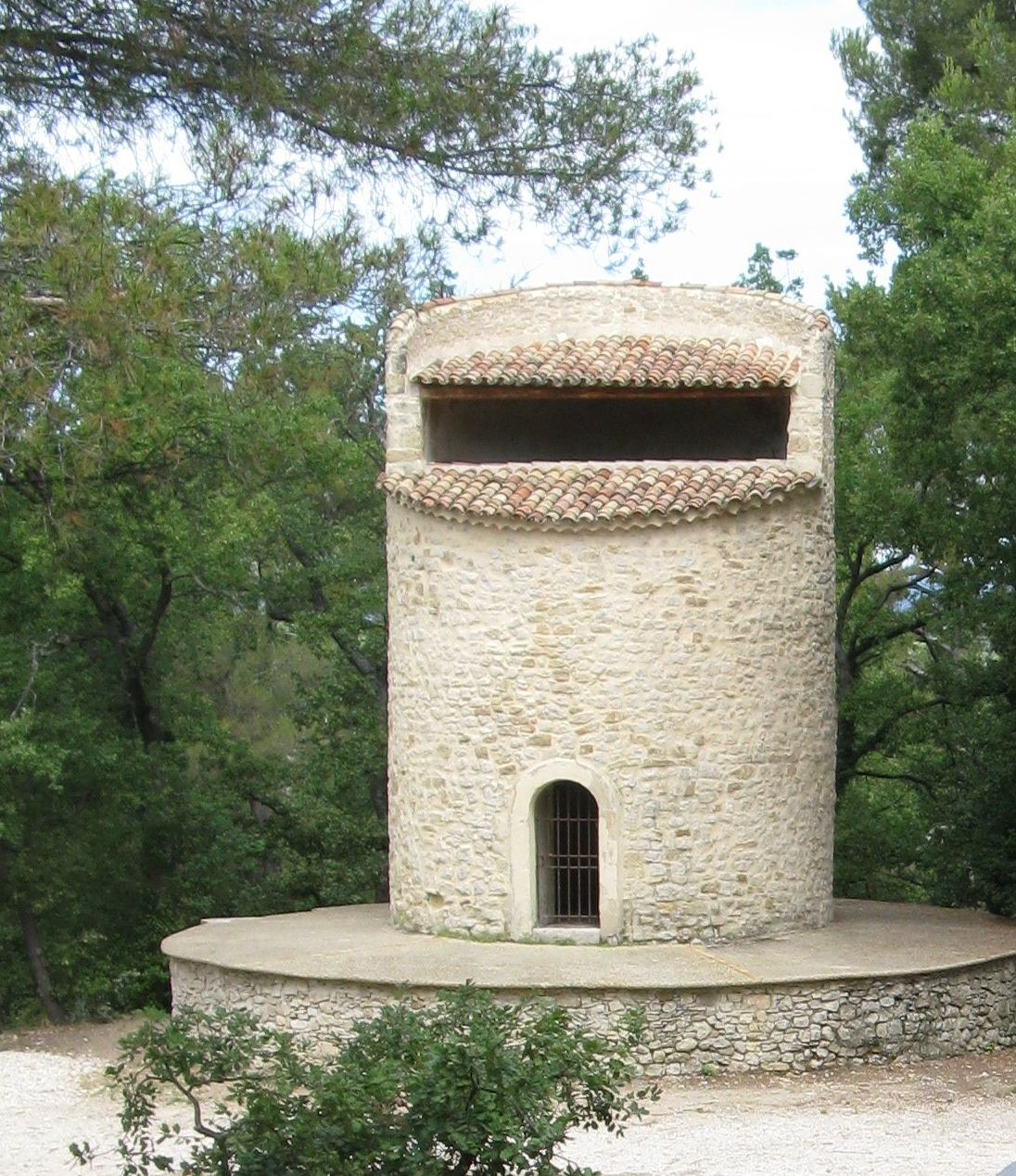
Taubenturm (restauriert, nicht in Betrieb)
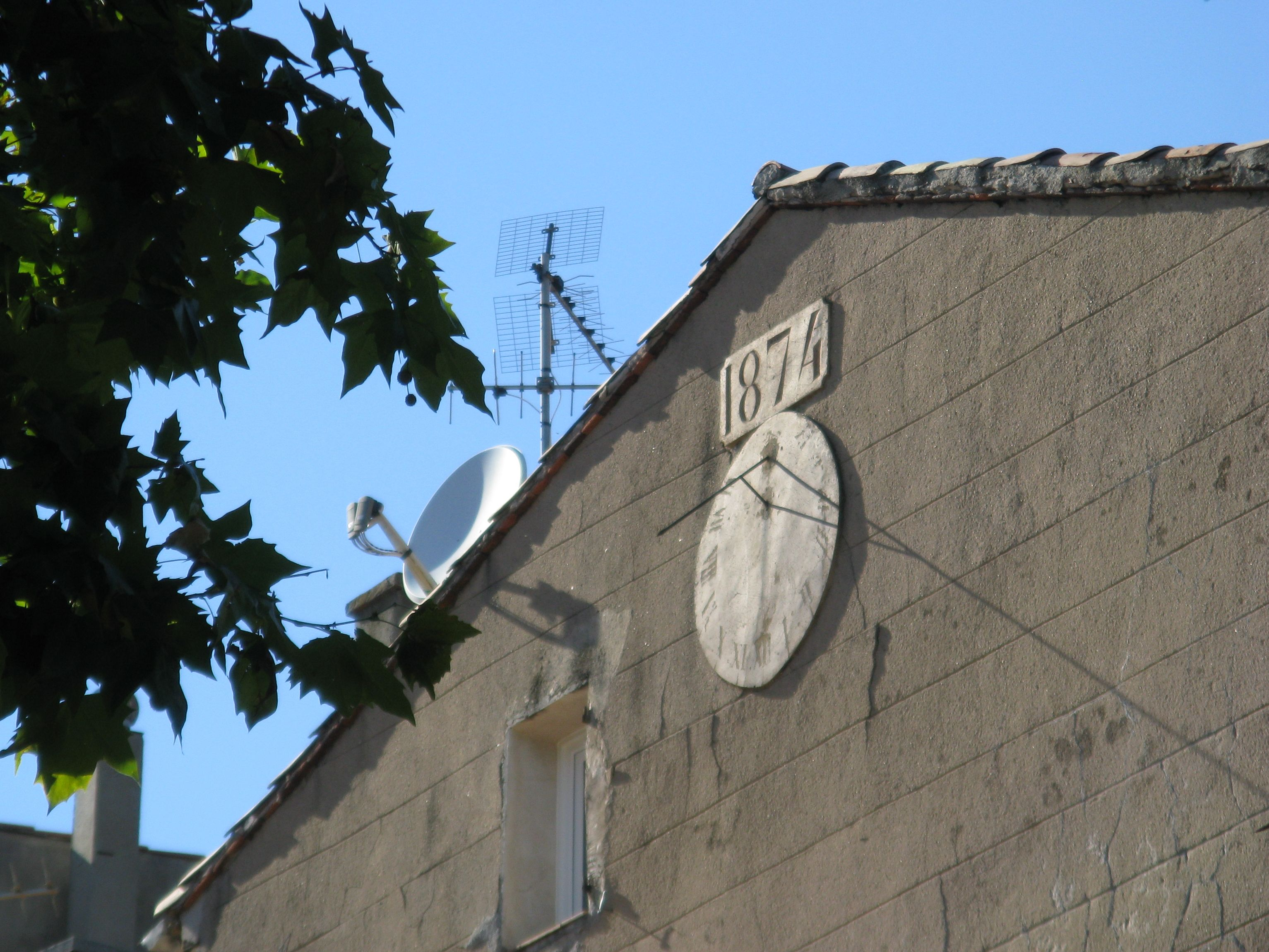
Ortskern: Haus-Giebel und -Dach
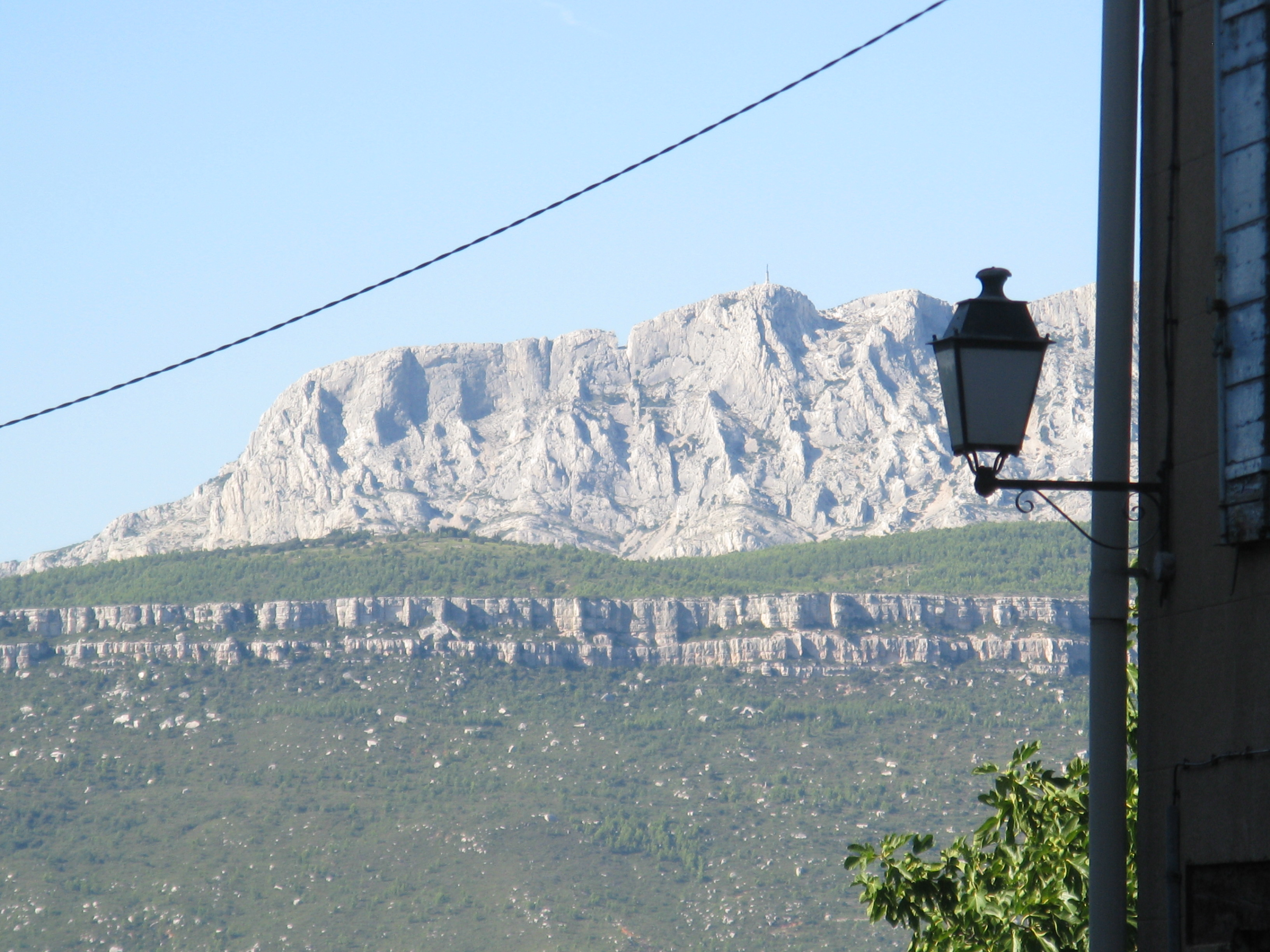
Ortskern: Blick zum Berg Sainte-Victoire

## Persönlichkeiten
- Suzanne Roubaud (1907–1993), Englischlehrerin und Mitglied der Résistance